# Adrian Edmondson
Adrian Charles Edmondson (Bradford, 24 gennaio 1957) è un attore, comico, regista e scrittore britannico.
A volte viene chiamato anche Ade Edmondson.

## Biografia
Edmondson è noto per la sua interpretazione del punk anarchico Vyvyan Basterd nella sitcom della BBC The Young Ones (1982–1984) e successivamente, per il suo ruolo come Eddie Hitler nella sitcom della BBC Bottom (1991–1995), che ha anche contribuito a scrivere. In tutti e due i ruoli ha recitato con il suo partner Rik Mayall.
Ha partecipato al reality show culinario Hell's Kitchen.

## Vita privata
Dal suo matrimonio con l'attrice Jennifer Saunders sono nate tre figlie.

## Filmografia

### Cinema
- The Supergrass, regia di Peter Richardson (1985)
- Mangia il ricco (Eat the Rich), regia di Peter Richardson (1987)
- Il mio papà è il Papa (The Pope Must Die), regia di Peter Richardson (1991)
- Guest House Paradiso, regia di Adrian Edmondson (1999)
- Blood, regia di Nick Murphy (2012)
- Interlude in Prague, regia di John Stephenson (2017)
- Star Wars: Gli ultimi Jedi (Star Wars: Episode VIII - The Last Jedi), regia di Rian Johnson (2017)

### Televisione
- The Young Ones – serie TV, 12 episodi (1982-1984)
- Bottom – serie TV, 18 episodi (1991-1995)
- Absolutely Fabulous – serie TV, 2 episodi (1992-1994)
- Holby City – serie TV, 45 episodi (2005-2008)
- Guerra e pace (War & Peace) – miniserie TV, 6 puntate (2016)
- One of Us – miniserie TV, 4 puntate (2016)
- Genius – serie TV, episodio 1x07 (2017)
- Save Me – serie TV, 4 episodi (2018-2020)
- EastEnders – serial TV, 38 puntate (2019-2020)
- Delitti in Paradiso – serie TV, episodio 9x01 (2020)
- L'ispettore Barnaby – serie TV, episodio 22x03 (2021)
- Una spia tra noi - Un amico leale fedele al nemico (A Spy Among Friends) – miniserie TV, 6 puntate (2022)
- Alien: Pianeta Terra (Alien: Earth) –  serie TV, 8 episodi (2025)